# Antudo
Antudo è stato un termine usato nelle prime fasi convulse del Vespro siciliano (1282) dagli organizzatori come segno di riconoscimento. Lo stesso termine venne utilizzato durante le rivolte siciliane del 1647, durante i moti del 1820, durante la rivolta antiborbonica del 1848 e durante il separatismo siciliano degli anni quaranta del XX secolo e ripreso negli anni successivi da diversi movimenti indipendentisti nell'isola. Oggi questo termine viene nuovamente utilizzato. 

## Antudo e l'adozione del vessillo

il Vessillo

Antudo fu un famoso simbolo della sollevazione del Vespro, ed inizialmente usata come parola d'ordine dagli organizzatori della rivolta. Il termine Antudo, di dubbia origine, è stato spiegato dal famoso storico Santi Correnti nel XX secolo come incitamento: «ANimus TUus DOminus» e cioè il coraggio è il tuo Signore (non i francesi)!.
Il 3 aprile 1282 veniva adottata la bandiera giallo-rossa, con al centro la Triscele, che diverrà il vessillo della Sicilia. La bandiera venne formata dal rosso di Palermo e dal giallo di Corleone (v. Bandiera siciliana) a seguito di un atto di confederazione stipulato da 29 rappresentanti delle due città. Antudo fu scritto anche nel vessillo.

## Antudo ed il Separatismo
Nel 1943 durante le tensioni del movimento separatista, legato al MIS ed alla figura di Andrea Finocchiaro Aprile, la parola, come al tempo del Vespro fu utilizzata spesso. Dopo l'ottenimento dell'autonomia il movimento separatista iniziò ad eclissarsi, tuttavia il termine Antudo ha accompagnato tutti i movimenti e i partiti autonomisti e indipendentisti siciliani.